# Sarah Biffin
Sarah Biffin (East Quantoxhead, Bridgwater, Somerset, 1784 – Liverpool, 2 de outubro de 1850), também conhecida como Sarah Beffin, foi uma pintora inglesa nascida sem braços e apenas com pernas vestigiais..
Apesar de sua Focomelia, ela aprendeu a ler e escrever, e a pintar usando a boca. Ela foi aprendiz de um homem chamado Emmanuel Dukes, que a exibiu como uma atração por toda a Inglaterra. Na Feira de São Bartolomeu de 1808, ela chamou a atenção de George Douglas, 16.º Conde de Morton, que passou a patrociná-la para receber aulas de um pintor da Royal Academy of Arts, William Craig. A Society of Arts concedeu-lhe uma medalha em 1821 por uma miniatura histórica e a Royal Academy aceitou suas pinturas. A Família Real a contratou para pintar retratos em miniatura deles. Quando o Conde de Morton morreu em 1827, Biffen ficou sem um patrocinador nobre e ela teve problemas financeiros. A Rainha Vitória concedeu-lhe uma pensão da Lista Civil e ela se aposentou para uma vida privada em Liverpool.

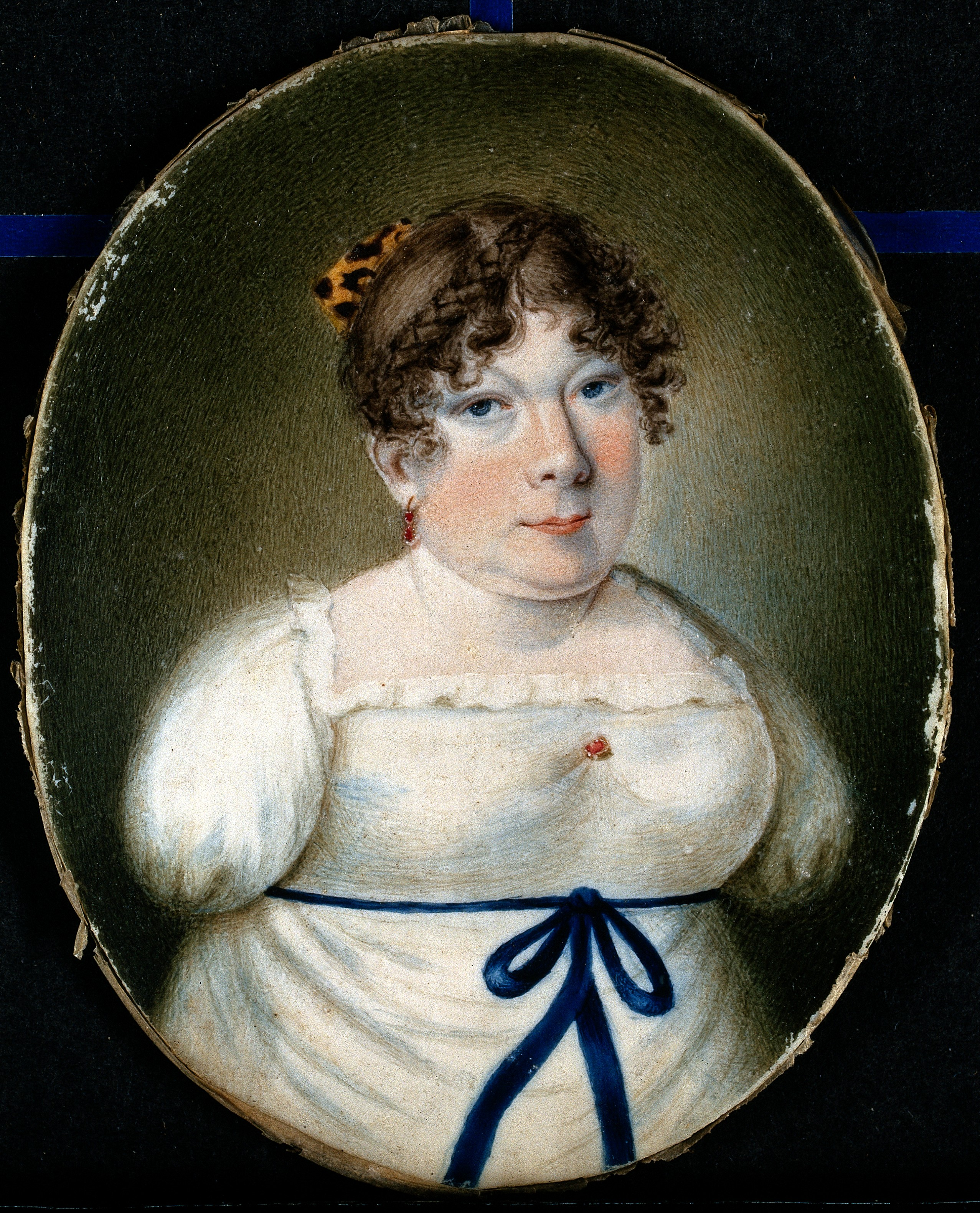
Miss Biffin. Autorretrato

Sarah Biffen nasceu em uma família de fazendeiros em East Quantoxhead, Somerset. Quando ela tinha cerca de 13 anos, sua família a tornou aprendiz de um homem chamado Emmanuel Dukes, que a exibiu em feiras e shows paralelos por toda a Inglaterra. Em algum momento durante o tempo, ela aprendeu a pintar segurando o pincel na boca. Durante este período, ela realizou exposições, vendeu suas pinturas e autógrafos e cobrou taxas de admissão para que outros a vissem costurar, pintar e desenhar. Ela desenhou paisagens ou pintou miniaturas de retratos em marfim com contemporâneos elogiando sua habilidade. Suas miniaturas foram vendidas por três guinéus cada, no entanto, Biffen pode ter recebido apenas £ 5 por ano enquanto estava com Dukes.

## Legado
Um autorretrato gravado por RW Sievier e publicado em Londres em junho de 1821 foi vendido na Sotheby's em 1986 e novamente na Sotheby's em 5 de dezembro de 2019. A venda foi da coleção da falecida Dra. Erika Pohl-Ströher. A estimativa do leilão foi de £ 800–1200, mas o preço final de venda foi de £ 137.500.

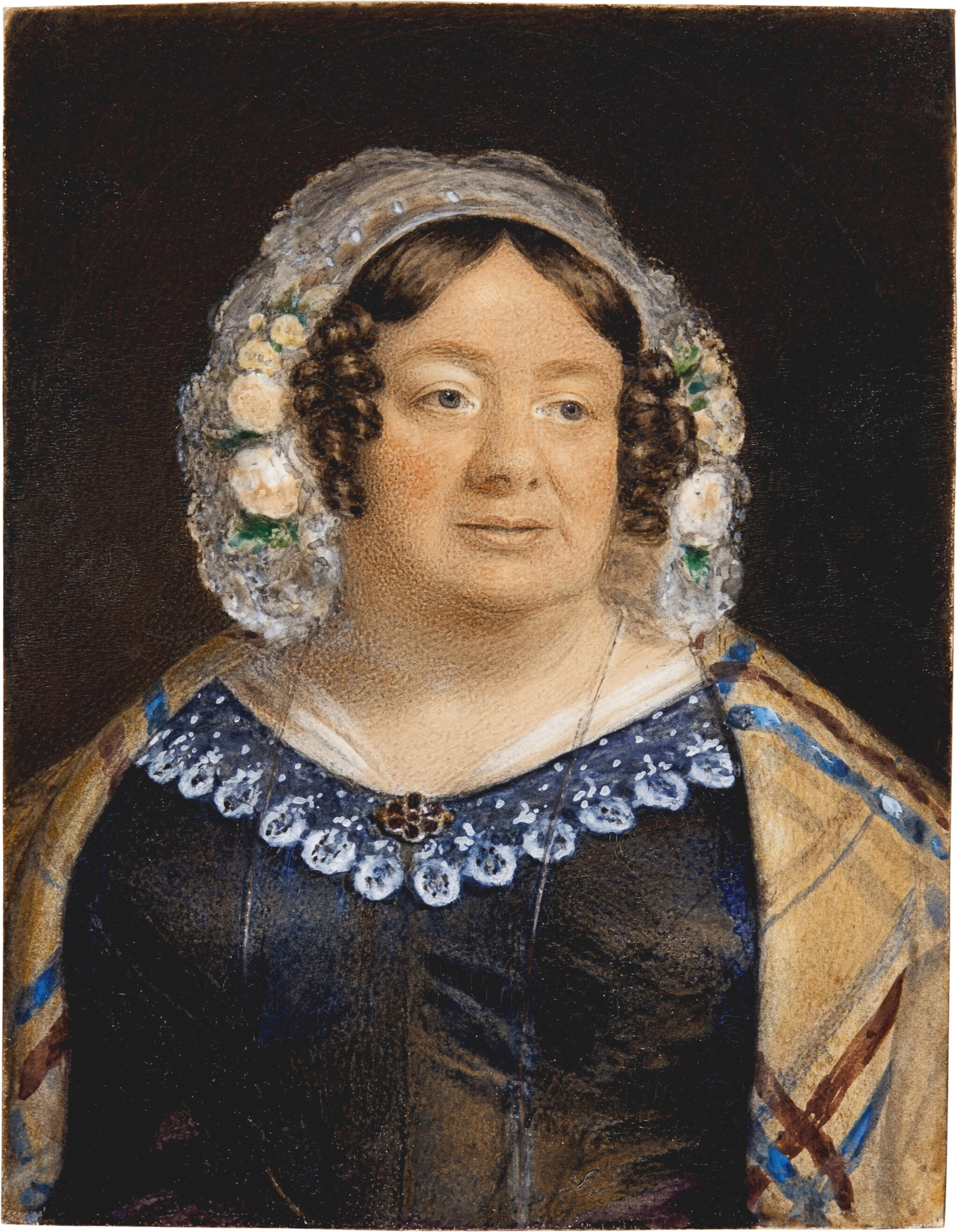
Sarah Biffin, Autorretrato

A primeira exposição do trabalho de Biffin por 100 anos Without Hands: the Art of Sarah Biffin, foi realizada nas galerias da Philip Mould & Company, Londres, em 2022.
Em fevereiro de 2024, a BBC News informou que o Museum of Somerset em Taunton, que detém uma grande coleção de obras de Sarah Biffin, havia adquirido um autorretrato da artista. Uma aquarela de Biffin datada por volta de 1812 está localizada na Welcome Collection na Estação Euston em Londres. Trabalhos adicionais podem ser encontrados na National Portrait Gallery, Londres.